# Линч, Альберт
Альберт Линч (исп. Albert Lynch; 26 сентября 1860, Глайсвайлер — 20 марта 1950, Монако) — перуанский художник и иллюстратор ирландского происхождения, активно работавший во Франции и Бельгии. Известен также как А. Линс и Альберто Линч

## Биография
В 1878 году поселился в Париже, где обучался в Национальной высшей школе изящных искусств. Ученик Вильяма Бугро.
Работал в мастерских известных французских художников Анри Лемана, Жюля Ноэля и Габриэля Феррье.
С 1880 года с успехом выставлял свои работы в Парижском салоне, в 1890 и 1892 годах был отмечен на них престижными наградами. На Всемирной выставке в Париже в 1900 году был награждён золотой медалью, а в 1901 — Орденом Почётного легиона.

## Творчество
Альберт Линч — художник Прекрасной эпохи и ар-нуво. Большое влияние на его творчество оказали прерафаэлиты, особенно Эдвард Бёрн-Джонс.
Любимым объектом картин художника были красивые и утончённые женщины его времени. Моделью для многих его работ была жена.
При написании полотен чаще всего использовал пастель, гуашь и акварель.
Занимался книжной иллюстрацией, в том числе, к роману Дюма (сына) «Дама с камелиями», Бальзака «Отец Горио», Анри Бека и др.

## Галерея

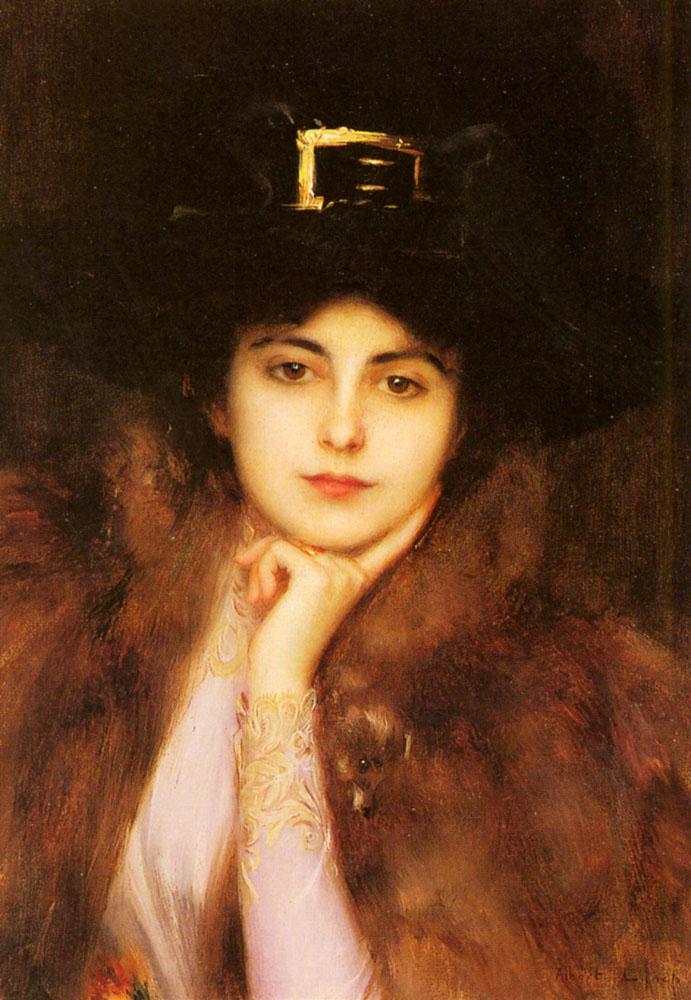
Портрет элегантной дамы
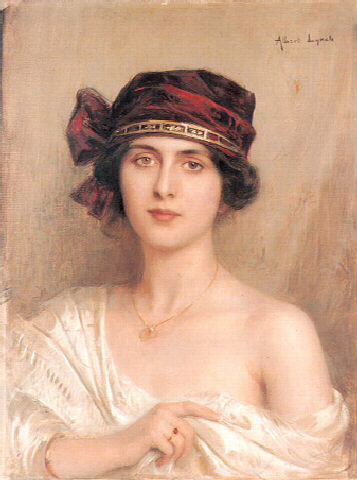
Портрет молодой женщины
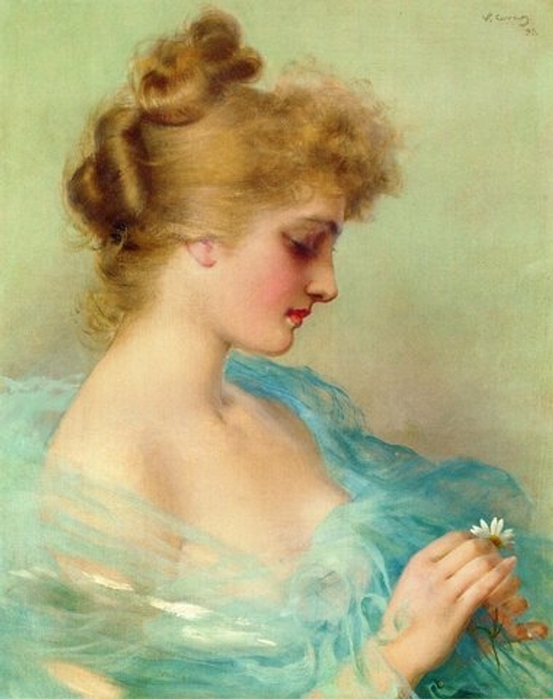
Женский портрет
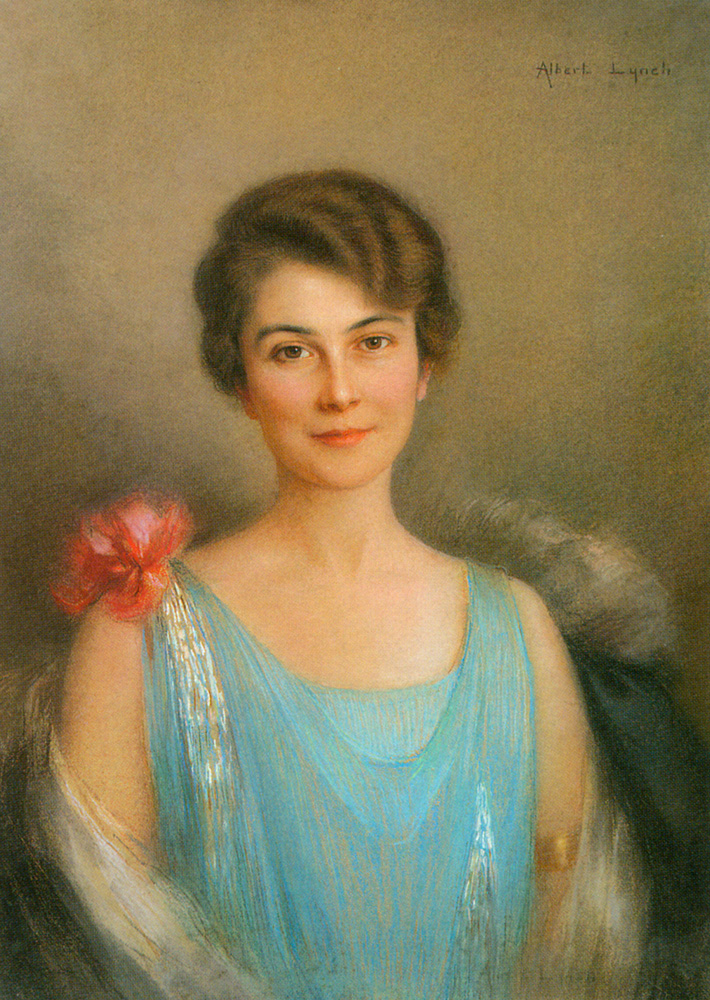
Портрет дамы в голубом
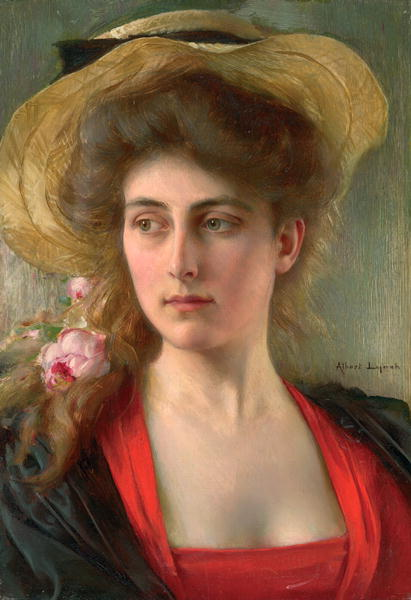
Элегантность
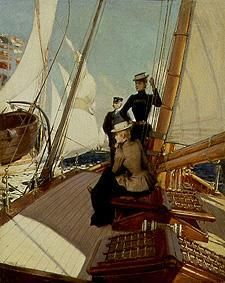
После обеда на паруснике
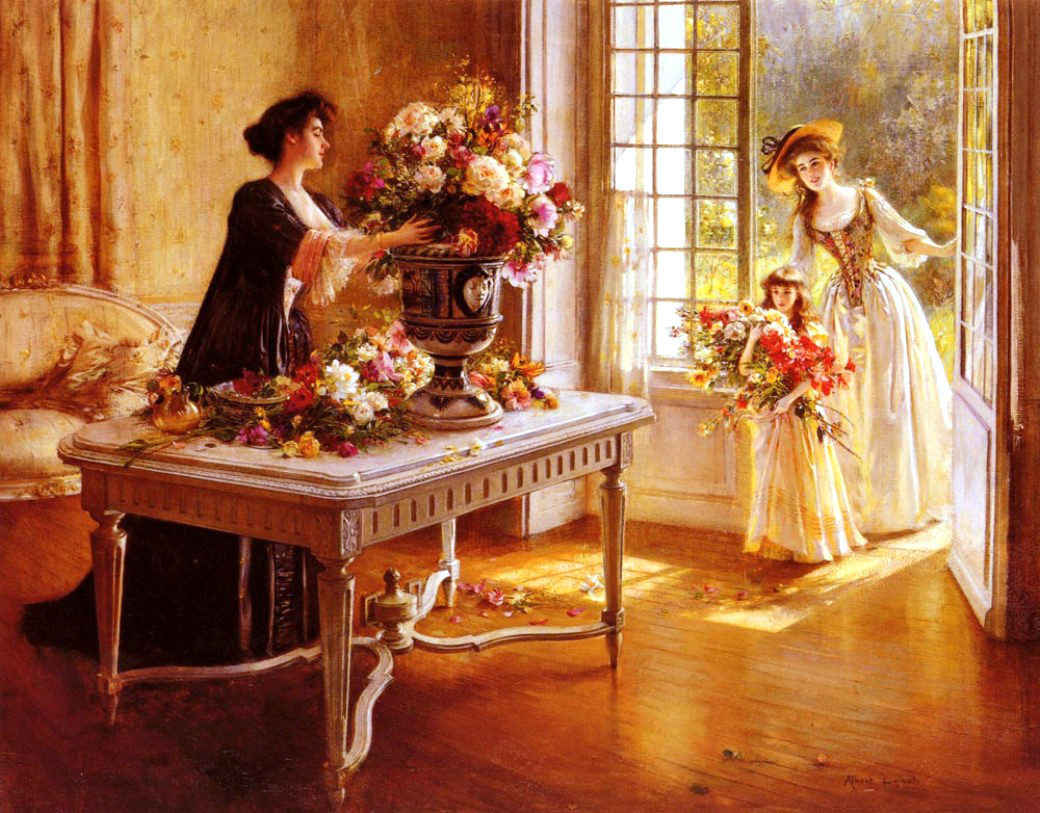
Из сада
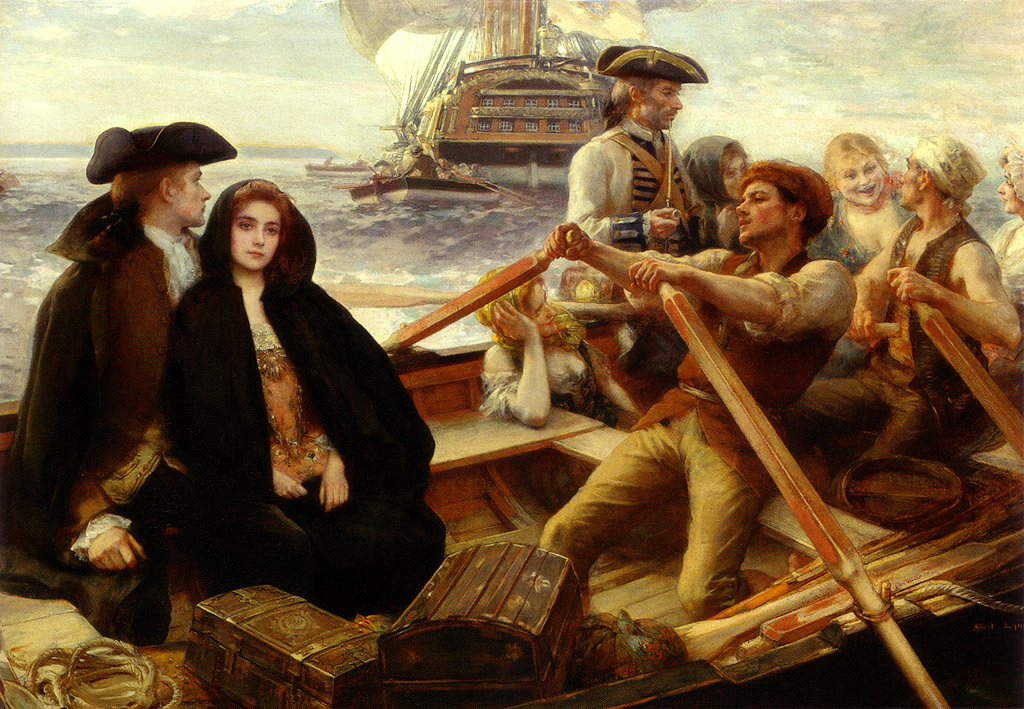
Манон Леско
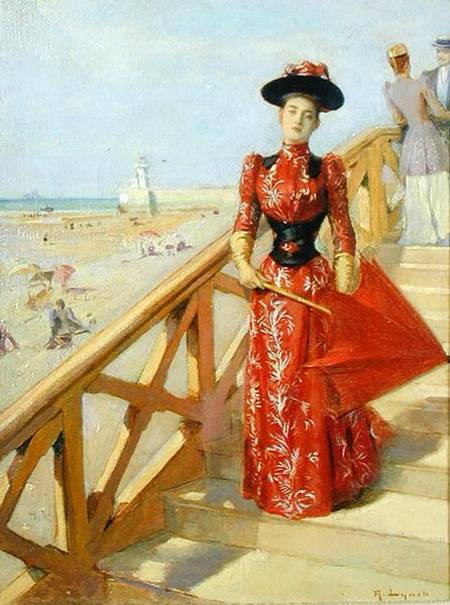
Женщина на прогулке
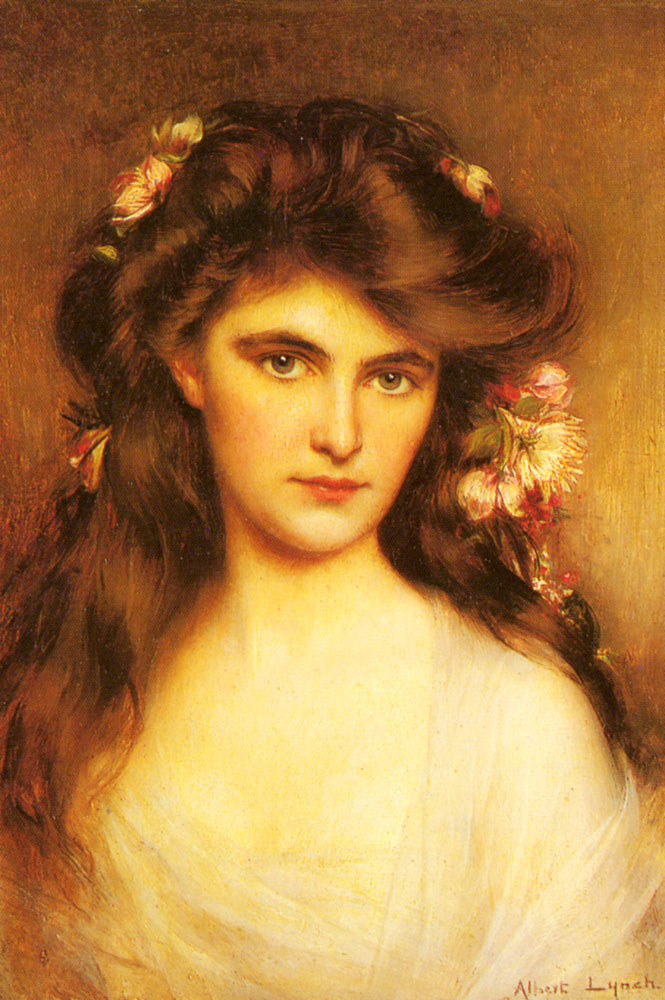
Юная красавица с цветами в волосах
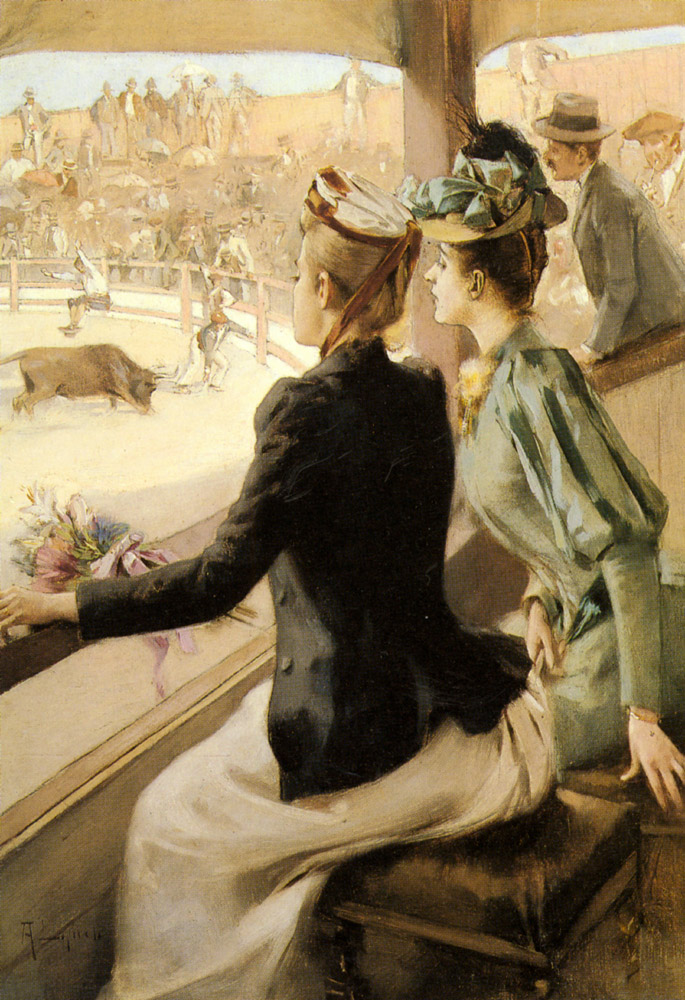
Коррида
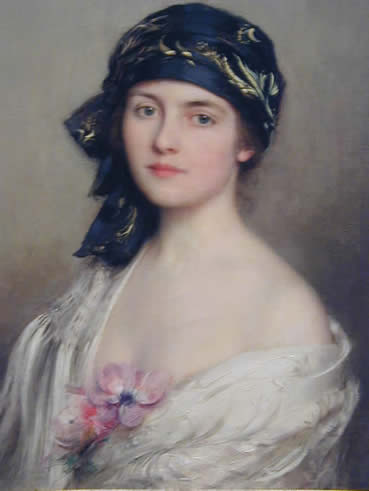
Женщина в черном тюрбане
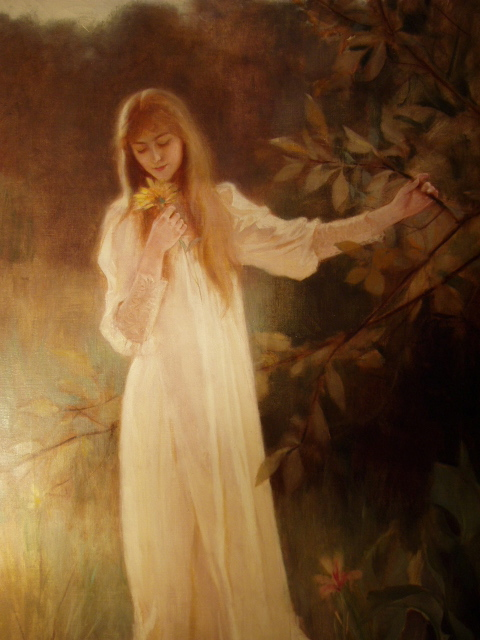
Девушка с цветком
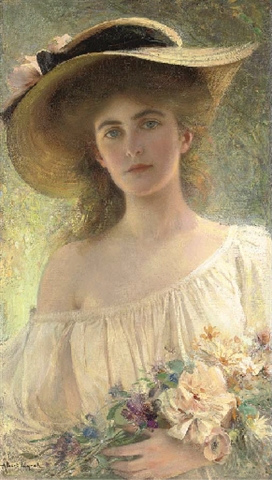
Вечное сияние
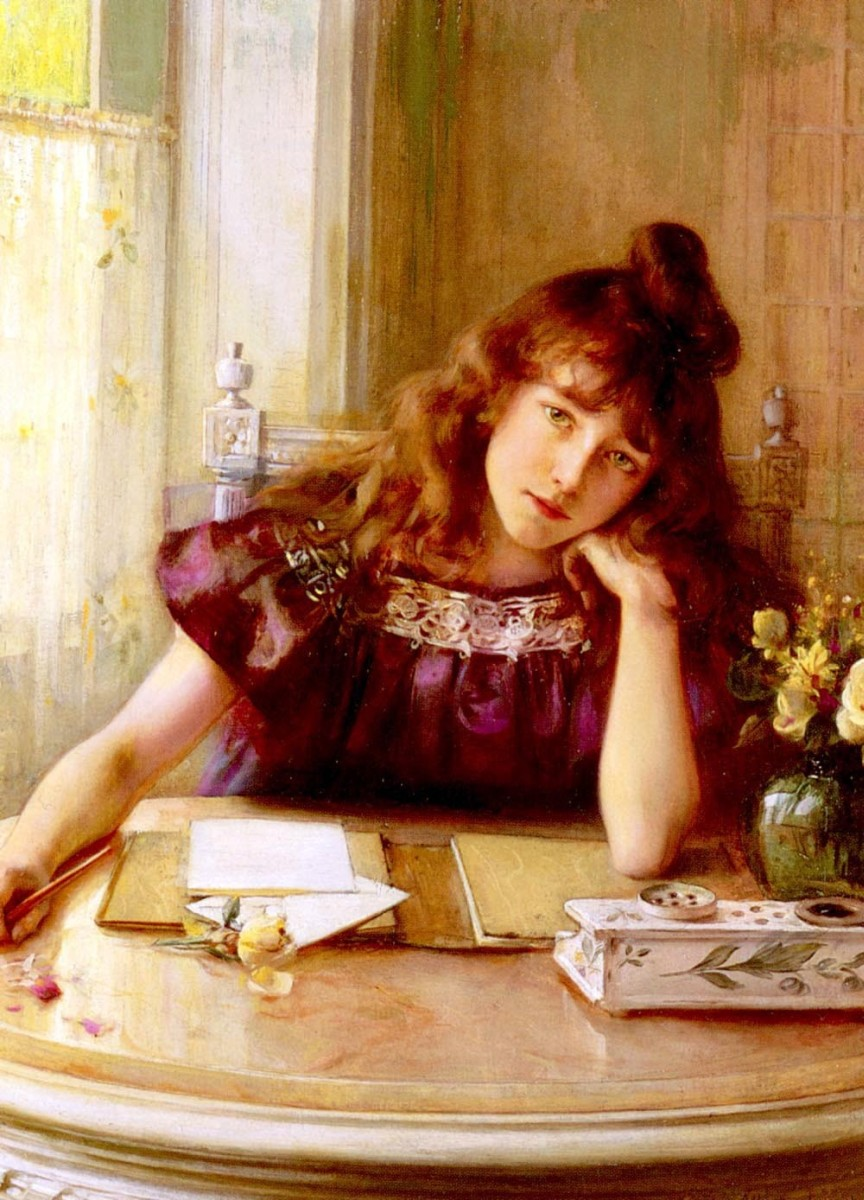
Письмо
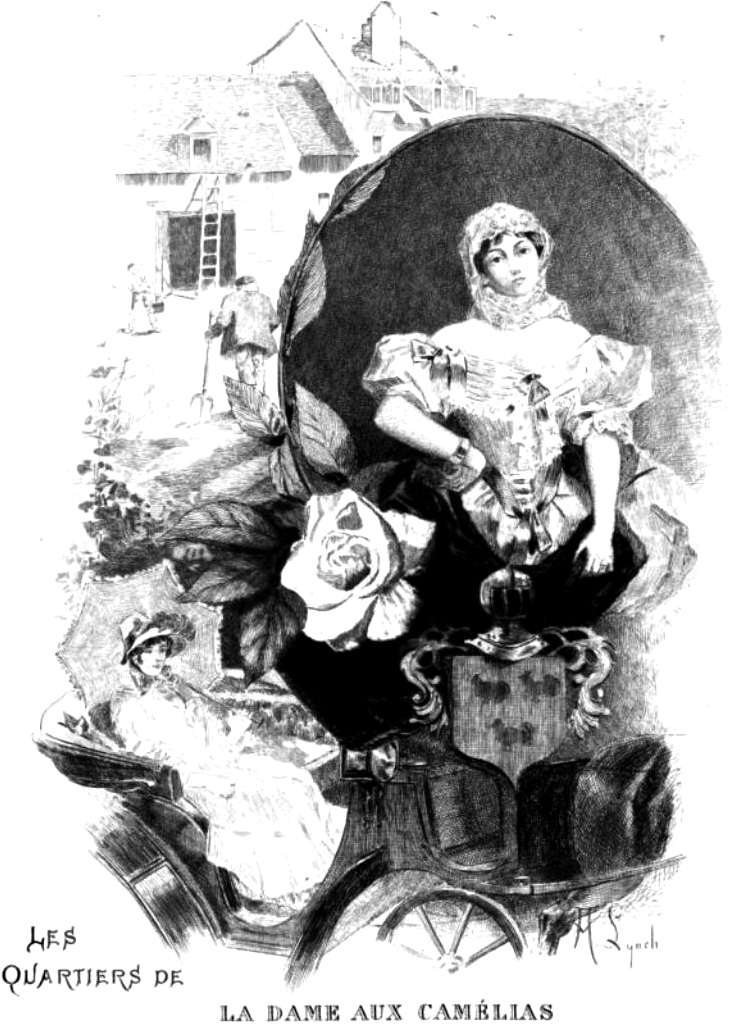
Иллюстрация к роману Дюма (сына) «Дама с камелиями»